# リティ・パニュ
リティ・パン（Rithy Panh、クメール語：ប៉ាន់ រិទ្ធី、1964年4月18日 - ）は、カンボジアの映画監督。ドキュメンタリー映画を中心に製作している。
なお氏名表記について本項目をはじめ、日本語表記として「リティ・パニュ」が使用されてきたが、原語発音との違いを本人が嫌ったため、2014年冬の来日以来、作品表記や公式の行事等では、原語に近い「リティ・パン」が使われることも多い。

## 来歴
1964年4月18日、カンボジアの首都プノンペンで生まれる。父親は教師。1975年からカンボジアを支配し始めたポル・ポト率いるクメール・ルージュが行った大粛清によって両親や親族を亡くすが、自身は1979年にタイへの避難に成功し、しばらくは難民キャンプでの生活を送る。その後、フランスに移住し、専門学校で大工仕事を学ぶが、映画製作に興味を持つようになり、パリの高等映画学院に入学する。
その後、ドキュメンタリー映画の監督として活動を始めたパニュは、1989年に第1作『サイト2：国境周辺にて』を発表。翌1990年には11年ぶりにカンボジアに帰国した。その後もパリを拠点に作品を製作し続け、1994年に発表した初の劇映画『Neak sre （ネアック・スラエ）』は第47回カンヌ国際映画祭のコンペティション部門に出品され、1998年の劇映画2作目『戦争の後の美しい夕べ』も第51回カンヌ国際映画祭のある視点部門で上映された。
2003年、トゥール・スレン刑務所 （通称S21）の元看守と囚人を描いたドキュメンタリー『S21 クメール・ルージュの虐殺者たち』を発表。ヨーロッパ映画賞ドキュメンタリー賞など多数の賞を受賞した。その後も『アンコールの人々』（2004年）、『紙は余燼を包めない』（2007年）などのドキュメンタリー映画を多数発表。また、ルネ・クレマン監督が1957年に映画化したマルグリット・デュラスの『太平洋の防波堤』をイザベル・ユペールとギャスパー・ウリエルを起用して再映画化した『Un barrage contre le Pacifique （太平洋の防波堤）』（2008年）や大江健三郎の『飼育』の舞台をカンボジアに置き換えて映画化した『飼育』（2011年）など、近年は文学作品を原作とした劇映画の製作も行っている。
2013年、パニュ自身の記憶でもあるクメール・ルージュが行った虐殺を土人形を使って描いた『消えた画 クメール・ルージュの真実』を発表。第66回カンヌ国際映画祭のある視点部門に出品され、同部門のグランプリを受賞した。また、第86回アカデミー賞では外国語映画賞にノミネートされた。

## 作品
- サイト2：国境周辺にて Site 2 （1989年） ドキュメンタリー
- Souleymane Cissé （1990年） ドキュメンタリー。テレビシリーズ『Cinéma, de notre temps』の一篇
- Cambodia, entre guerre et paix （1991年） ドキュメンタリー
- Neak sre （1994年）
- La prothèse （1996年） テレビシリーズ『Lumière sur un massacre』の一篇
- ボファナ、カンボジアの悲劇 Bophana, une tragédie cambodgienne （1996年） ドキュメンタリー
- 戦争の後の美しい夕べ Un soir après la guerre （1998年）
- さすらうものたちの地 La terre des âmes errantes （2000年） ドキュメンタリー
- Que la barque se brise, que la jonque s'entrouvre （2001年）
- Land of Wandering Souls （2002年） ドキュメンタリー。テレビシリーズ『Wide Angle』の一篇
- S21 クメール・ルージュの虐殺者たち S-21, la machine de mort Khmère rouge （2003年） ドキュメンタリー
- アンコールの人々 Les gens d'Angkor （2004年） ドキュメンタリー
- 焼けた劇場の芸術家たち Les artistes du Théâtre Brûlé （2005年） ドキュメンタリー
- 紙は余燼を包めない Le papier ne peut pas envelopper la braise （2006年） ドキュメンタリー
- Un barrage contre le Pacifique （2008年）
- Duch, le maître des forges de l'enfer （2011年） ドキュメンタリー
- 飼育 Gibier d'élevage （2011年）
- 消えた画 クメール・ルージュの真実 L'image manquante （2013年） ドキュメンタリー

## 著書
邦訳書
- 『消去 ― 虐殺を逃れた映画作家が語るクメール・ルージュの記憶と真実』(原著: L'Élimination) 中村富美子訳, 現代企画室, 2014 --- フランスの今日賞、ジョゼフ・ケッセル賞、『ELLE』読者大賞などを受賞[10]。